# Richard Phelps
Pour les articles homonymes, voir Phelps.
Richard Phelps (né le 19 avril 1961 à Gloucester) est un pentathlonien britannique, médaillé olympique en 1988.

## Palmarès

### Jeux olympiques d'été
- Pentathlon moderne aux Jeux olympiques d'été de 1988, à Séoul
  -  Médaille de bronze en équipe[1]

### Championnats du monde
- Championnats du monde de pentathlon moderne 1994, à Sheffield
  -  Médaille d'argent en équipe
- Championnats du monde de pentathlon moderne 1993, à Darmstadt
  -  Médaille d'or en individuel
- Championnats du monde de pentathlon moderne 1987, à Moulins
  -  Médaille de bronze en équipe

### Championnats d'Europe
- Championnats d'Europe de pentathlon moderne 1993, à Sofia
  -  Médaille d'or en individuel